# Comuna Kabîcivka, Markivka
Kabîcivka (în ucraineană Кабичівка) este o comună în raionul Markivka, regiunea Luhansk, Ucraina, formată din satele Kabîcivka (reședința), Lîpove și Vesele.

## Demografie
Componența lingvistică a comunei Kabîcivka
     Ucraineană (96,23%)
     Rusă (3,34%)
     Alte limbi (0,07%)
Conform recensământului din 2001, majoritatea populației comunei Kabîcivka era vorbitoare de ucraineană (96,23%), existând în minoritate și vorbitori de rusă (3,34%).